# Championnats du monde de gymnastique acrobatique 1999
Navigation
Édition précédente Édition suivante
Les championnats du monde de gymnastique acrobatique 1999, seizième édition des championnats du monde de gymnastique acrobatique, ont eu lieu du 4 au 7 novembre 1999 à Gand, en Belgique.